# Речица (Смоленская область)
Речица — деревня в Угранском районе Смоленской области России. Входит в состав Холмовского сельского поселения. На 2007 год официально население составляло 7 жителей (2007 год), однако сейчас Речица полностью заброшена, никаких строений не осталось.
Расположена в юго-восточной части области в 42 км к юго-западу от Угры, в 21 км западнее автодороги Знаменка — Спас-Деменск, на берегу реки Стружонка. В 12 км южнее деревни расположена железнодорожная станция Павлиново на линии Смоленск — Сухиничи.

## История
В годы Великой Отечественной войны деревня была оккупирована гитлеровскими войсками в октябре 1941 года, освобождена в ходе Спас-Деменской операции в августе 1943 года.
На восточной окраине бывшей деревни сохранились памятник и захоронение.